# Desaster
Desaster est un groupe allemand de black-thrash metal, originaire de Coblence. Il est formé en 1988. Leur thème lyrique implique la guerre, la haine et le satanisme.

## Biographie

### Débuts (1988–1997)
Desaster est formé en 1988. Le groupe est sujet à quelques problèmes dans son line-up avant qu'Infernal, le seul membre restant du tout premier line-up, ne trouve d'autres musiciens pour continuer à faire marcher Desaster en 1990. Okkulto et Odin rejoignent le groupe en 1992. Après deux démos, The Fog of Avalon et Lost in the Ages (qu'Alexander von Meilenwald de Nagelfar et The Ruins of Beverast considère être l'une des cinq plus importantes de la scène allemande), Merciless Records fait paraître un split-7" avec Ungod en 1995. En 1996, leur premier album, A Touch of Medieval Darkness, est publié. La formation de leur mini-album Stormbringer implique le batteur Tormentor.

### Reconnaissance internationale (1999–2004)
En 1998, le groupe fait paraître l'édition limitée Ride on for Revenge ; l'une des chansons est présentée sur la compilation Thrashing Holocaust distribuée au label Necropolis Records en 1999. Hellfire's Dominion, leur second album, est commercialisé en 1998, et présente le titre Metalized Blood avec une apparition du chanteur Wannes de Pentacle, Lemmy du groupe de speed metal Violent Force, et Toto de Living Death. 
Durant son émergence, Desaster est considéré comme l'un des groupes black metal allemand les plus importants par le journaliste du magazine Rock Hard Wolf-Rüdiger Mühlmann et de, selon sa review, toute la scène underground ; son collègue Götz Kühnemund les surnomment « les principaux black thrashers allemands. » Durant la session d'enregistrement pour leur second album, Desaster enregistre également le titre Proselytism Real pour un CD consacré à Sodom intitulé Homage to the Gods, paru comme CD bonus dans l'édition limitée de l'album Code Red.
Le groupe célèbre sa dixième année d'existence fin 1999 avec le double LP intitulé Ten Years of Total Desaster. En 2000, ils enregistrent un split 10” avec le groupe néerlandais Pentacle au label Iron Pegasus Records, et font paraître leur troisième album Tyrants of the Netherworld, avec, comme invité, Beliar du groupe Mayhemic Truth. En été 2001, Desaster participe à la chanson Darkness and Evil avec le chanteur de Sabbat, Gezol. Après avoir joué à de nombreux festivals (dont le Fuck the Commerce et le Wacken Open Air), le chanteur Okkulto décide de quitter le groupe ; il est remplacé par Sataniac, l'ancien chanteur du groupe thrash Divine Genocide. Le vinyle Souls of Infernity sera le dernier enregistré avec Okkulto au sein de Desaster. Divine Blasphemies, présentant la reprise de la chanson de Divine Genocide, Necrolord, et avec la participation du chanteur de Kreator Mille Petrozza sur le titre Nighthawk, et commercialisé en 2002.

### Tournées et nouveaux albums (depuis 2005)

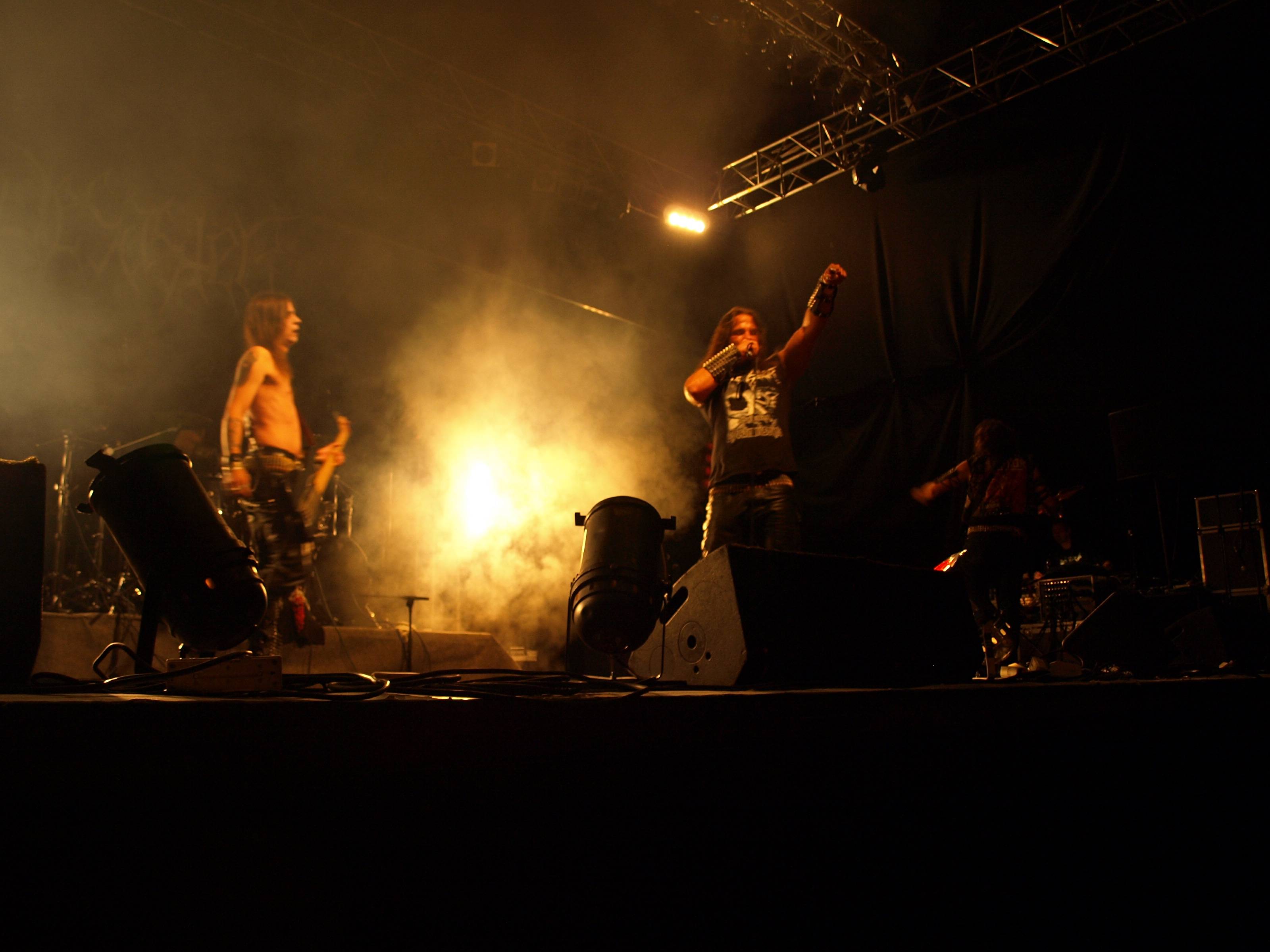
Desaster, sur scène au Jalometalli en 2008.

Une soirée à São Paulo, au Brésil, devant 900 spectateurs est considéré par le groupe comme un « point culminant pour 2003 » ; une vidéo de la soirée est présentée dans le LP/CD et DVD au label brésilien Mutilation Records. Le groupe signe au label Metal Blade Records pour leur cinquième album Angelwhore en 2005, qui a également été commercialisé sous format vinyle au label Iron Pegasus Records.
Après leurs performances en Allemagne, au Royaume-Uni, en Finlande, en Irlande, en Suède, aux Pays-Bas, et en Suisse, entre autres, une mini-tournée est organisée en Croatie, en Serbie, en Hongrie, en Autriche, en Slovénie, puis en Amérique du Sud au Brésil, au Pérou et en Colombie ; le groupe fait paraître un vinyle intitulé Infernal Voices avec une chanson, une version ré-enregistrée du titre Fields of Triumph et une reprise du titre Before the Creation of Time du groupe Unleashed. En mai 2007, Desaster entre au Harrows Studio, aux Pays-Bas (Asphyx, Pentacle, Occult, Soulburn etc.) pour enregistrer leur sixième album studio, Satan’s Soldiers Syndicate. Avec une apparition de Proscriptor (Absu), A.A. Nemtheanga (Primordial) et Ashmedi (Melechesh).
Le 20 octobre 2011, ils enregistrent un nouvel album, The Arts of Destruction, aux Toxomusic Studios, avec Wally, chanteur de Toxoplasma. Il est publié en février 2012.

## Style musical
Une fois Desaster formé, les membres s'inspirent de groupes comme Venom, Hellhammer et Destruction ; le nom du groupe s'inspire du titre de la chanson Total Desaster. Ils décrivent leur chanson Metalized Blood comme un « hymne speed metal à tout briser » et leur style musical comme un « riff metal black et thrash sans pitié où il n'y aucune place pour des éléments modernes ou innovateurs! c'est de ça que Desaster est capable : 'UN MASSACRE DE METAL DANS TA FACE'! » Kühnemund les décrivent comme « raw, dirty, honnête, heavy et punchy. » Le style de Desaster est plus proche du thrash metal traditionnel que du style black metal norvégien ; bien qu'il soit souvent catégorisé black metal, Frank Stöver les considère comme un groupe pur thrash metal dont le style, fortement influencé par le vieux thrash metal allemand, reste « honnête et rafraichissant », contrairement aux autres groupes black metal qui se mettaient à jouer du thrash metal.

## Membres

### Membres actuels
- Sataniac - chant (depuis 2002)
- Infernal - guitare (depuis 1988)
- Odin - basse (depuis 1992)
- Hont - batterie (depuis 2019)

### Anciens membres
- Tormentor - batterie (1997-2018)
- Okkulto - chant (1992–2001)
- Creator Cassie - chant, basse (1988–1990)
- Thorim - batterie (1995–1996)
- Luggi - batterie (1992–1995)
- Alexander Arz - batterie (1988–1990)

## Discographie
- 1996 : A Touch of Medieval Darkness
- 1998 : Hellfire's Dominion
- 2000 : Tyrants of the Netherworld (2000)
- 2002 : Divine Blasphemies (2002)
- 2005 : Angelwhore (2005)
- 2007 : Satan's Soldiers Syndicate (2007)
- 2012 : The Arts of Destruction (2012)[8]
- 2016 : The Oath of an Iron Ritual

### Compilations
- 1999 : Ten Years of Total Desaster (best-of/compilation)
- 2003 : Live in Serbian Hell (album live)
- 2004 : Brazilian Blitzkrieg Blasphemies (album live)
- 2009 : 20 Years of Total Desaster (coffret)
- 2014 : Live in Bamberg (album live)

### Splits et démos
- 1993 : The Fog of Avalon Kaizerslawten (démo)
- 1994 : Lost in the Ages (démo)
- 1995 : Ungod / Desaster (split avec Ungod)
- 2000 : Desaster in League with Pentacle (split avec Pentacle)
- 2005 : Invaders of Wrath (split avec Ironfist)
- 2005 : Sabbatical Desasterminator (split avec Sabbat)

### EP et singles
- 1997 : Stormbringer (EP)
- 1998 : Ride on for Revenge (single)
- 1999 : Proselytism Real sur Code Red
- 2001 : Souls of Infernity (EP)
- 2006 : Infernal Voices (EP)
- 2009 : Anniversarius (split avec Sabbat)
- 2010 : Zombie Ritual / Devil's Sword (EP)